# Bibi Johns
Bibi Johns geboren als Gun Birgit Johnson (Arboga, 21 januari 1929) is een Zweedse schlagerzangeres, actrice en schilderes.

## Carrière
Bibi Johns groeide op in Arboga en was de dochter van Bertil Johnson, die een transportfirma runde. Reeds tijdens haar schooltijd trad ze op als zangeres onder het pseudoniem Gun Bertilson. Na beëindiging van haar schooltijd bezocht ze op haar ouders wens de modeschool in Stockholm, welke opleiding ze succesvol afsloot. Tijdens haar opleiding solliciteerde ze stiekem bij de groep Vårat Gäng, die ze reeds had kennen geleerd tijdens een concert in haar geboorteplaats. Met deze groep trok ze door het land. Ze zong en speelde klarinet en gitaar, totdat de groep in 1948 werd ontbonden. Haar naam had ze ondertussen al veranderd in het pseudoniem Bibbi Johnson. Ze sloot zich aan als gitariste bij het trio Yvonne Modin. Ten slotte ging ze spelen bij de succesvolle Henrik-Norin-Band. De pianist van de band bracht haar in contact met Heino Gaze, die haar introduceerde bij een platenlabel.
In mei 1951 maakte ze haar debuut in Duitsland als soliste bij het amusementsorkest van de SDR in Stuttgart, in oktober zong ze tijdens de Woche der leichten Musik. In december 1951 werd ze door haar tante naar New York gehaald, waar ze in april 1952 een contract kreeg aangeboden bij RCA Records. Ze bracht de nummers The night is filled with echoes en Someone to kiss your tears away uit. In april 1953 won ze de radio- en tv-wedstrijd Chance of a lifetime. In juni 1953 bezocht ze haar vader in Zweden voor zijn 50e verjaardag. Daarna ontmoette ze Nils Nobach, de muziekproducent van het platenlabel Electrola, die haar voor proefopnamen mee naar Duitsland nam. In oktober 1953 kwam haar eerste single Bella Bimba / Ich hab solche Angst uit, gecomponeerd door Hans-Arno Simon en Peter Ström, daarna Little Rock / Bey Bey Baby en de eerste grote hit Sehnsucht / Ich habe solche Angst. Het lied is vandaag de dag een evergreen in Duitsland. In hetzelfde jaar stond ze in Zweden voor de camera in de film Flicka med Melodie. Daarna pendelde ze meermaals tussen Europa en de Verenigde Staten. Na verloop van tijd kreeg ze in Duitsland een verblijf voor langere tijd en werd ze de ster van de jaren 1950. Ook acteerde ze in meerdere speelfilms en zong ook bij het Südfunk-dansorkest van Erwin Lehn in Stuttgart.
Toen in 1956 de eerste Duitse hitparaden gepubliceerd werden, kon Bibi Johns geen grote successen meer vieren. De platenverkoop viel tegen, maar ze was wel vaker te zien in diverse tv-shows. In 1957 wisselde ze naar het platenlabel Polydor, waar ze het nummer Aber nachts in der Bar uitbracht, maar ze zong ook duetten met Peter Alexander: Wir seh'n uns wieder (1958). Ook in 1958 werd ze in het muziektijdschrift Bravo in de serie Stars von heute voorgesteld, waarin ze in het openbaar een liedjestekst van Kurt Feltz bekritiseerde, waarna deze het samenwerkingsverband beëindigde. Echter in 1961 keerde ze weer terug bij de Feltz-produkties.
In het begin van de jaren 1960 was Bibi Johns terug in Zweden met succesnummers als Leka med elden (Ginny come lately), Bröllopet (The wedding) en met haar superhit Bibis Bossa Nova, die 21 weken in de Zweedse radiohitlijst Svensktoppen werd genoteerd, waarvan drie weken op de eerste plaats. In 1966 stelde ze zich kandidaat bij de Deutsche Schlager-Festspiele in Baden-Baden, maar kon met het nummer Schade drum de finale niet bereiken. In 1970 was ze te gast bij de Rolf Harris-show en later was ze in de uitzending Kennen Sie Miss Jones te zien. In 1971 ging ze op tournee met Tom Jones. In 1986 trad ze op bij Petra Schürmann in het programma Et cetera. Ze was ook regelmatig te horen en te zien in nostalgische shows. Tot in de jaren 1990 was ze steeds te horen, want ze was de cultster van de Duitse schlager.

## Privéleven
Bibi Johns was tweemaal getrouwd. In de jaren 1950 was ze kortstondig getrouwd met een Amerikaan. Haar tweede echtgenoot was de regisseur Michael Pfleghar van 1960 tot 1962, die later trouwde met Wencke Myhre. Daarna woonde ze enkele jaren samen met de pianist Peter Jacques, met wie ze samenwerkte in de musical Das Schlüssel-Karusell. Van 1974 tot 2010 woonde ze samen met de 40 jaar jongere pianist Alex Racic.

## Discografie

### Singles
- 1953: Bella Bimba
- 1955: Die Gipsy-Band
- 1955: Ich möcht auf deiner Hochzeit tanzen
- 1955: Zwei Herzen im Mai
- 1956: Im Hafen unserer Träume
- 1957: Aber Nachts in der Bar
- 1957: Mal Regen und mal Sonnenschein
- 1960: Zwei Verliebte in Paris
- 1961: Das kann gefährlich sein (Bum-budi-bum)
- 1961:  Junggesellen musst du Fallen stellen

### Albums
- Bella Bimba
- Zwei Herzen im Mai
- Aber nachts in der Bar
- Wie sich Mühlen dreh’n im Wind
- Vielleicht ein Leben lang
- Kristallen den fina (2013)

## Filmografie

### Bioscoop
- 1953: Flicka med Melodi
- 1954: An jedem Finger zehn
- 1954: Kleine Leute – große Reise
- 1955: Wie werde ich Filmstar?
- 1955: Ball im Savoy
- 1955: Die Unschuld vom Lande
- 1956: 1000 Melodien
- 1956: Musikparade
- 1956: Die Rosel vom Schwarzwald
- 1956: Sag es mit Musik
- 1956: Ich und meine Schwiegersöhne
- 1957: Liebe, Jazz und Übermut
- 1957: Unter Palmen am blauen Meer
- 1957: Wenn Frauen schwindeln
- 1958: Wehe, wenn sie losgelassen
- 1958: Kleine Leute mal ganz groß
- 1959: La Paloma
- 1961: Heute gehn wir bummeln
- 1961: Adieu, Lebewohl, Goodbye

### Televisie

#### Eigen programma's (selectie)
- 1964+1965: Kennen Sie Miss Johns? (eigen personality-show)
- 1965: Hallo – Mr. Moss (vrouwelijke hoofdrol in de musical, geënsceneerd voor televisie)
- 1966: Continental Showcase (Europese serie voor de Amerikaanse televisie, verschillende afleveringen)
- 1970+1971: The Rolf Harris Show (co-productie van BBC en ZDF)
- 1983: Melodifestivalen 1983 (Zweedse voorronde van het Eurovisiesongfestival, presentator)

#### Gastoptredens (selectie)
- 1956: Grand Prix Eurovision 1956 – Schlager & Chansons
- 1962: Hotel Victoria
- 1962+1964: Musik aus Studio B
- 1971: Glückspilze
- 1975–1984: Zum Blauen Bock (meerdere afleveringen)
- 1975–1978: 8 × 1 in Noten (meerdere afleveringen als zangeres en tekstschrijver)
- 1983–1987: Einer wird gewinnen (meerdere afleveringen)
- 2003: Zimmer frei!
- 2021: Kandidate bij Wer weiß denn sowas?

- Bibliothèque nationale de France: cb138290503 (data)
- Gemeinsame Normdatei: 134418549
- International Standard Name Identifier: 0000 0000 5512 9515
- Library of Congress Control Number: no2007071870
- MusicBrainz: f6cfe334-c8e2-49fb-9f53-8398f90aca3d
- Virtual International Authority File: 194786
- WorldCat: E39PBJk4FgQ3thFHM7CVRbhCQq